# Stenosmia tagmouta
Stenosmia tagmouta är en biart som först beskrevs av Warncke 1991.  Stenosmia tagmouta ingår i släktet Stenosmia och familjen buksamlarbin. Inga underarter finns listade i Catalogue of Life.